# Heribert Calleen

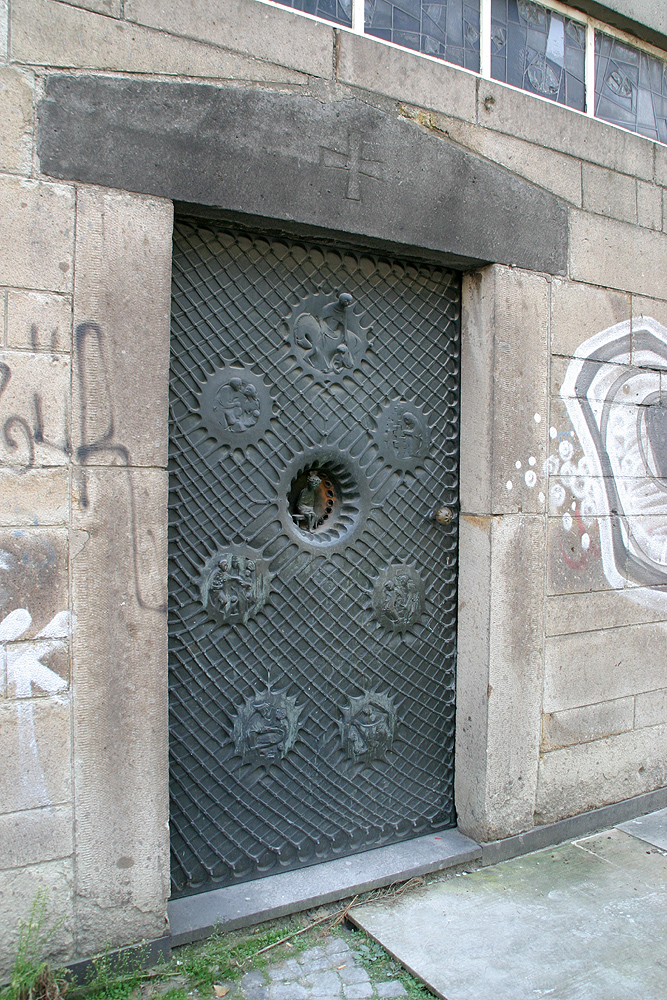
Portal de Klein St. Martin, Colonia

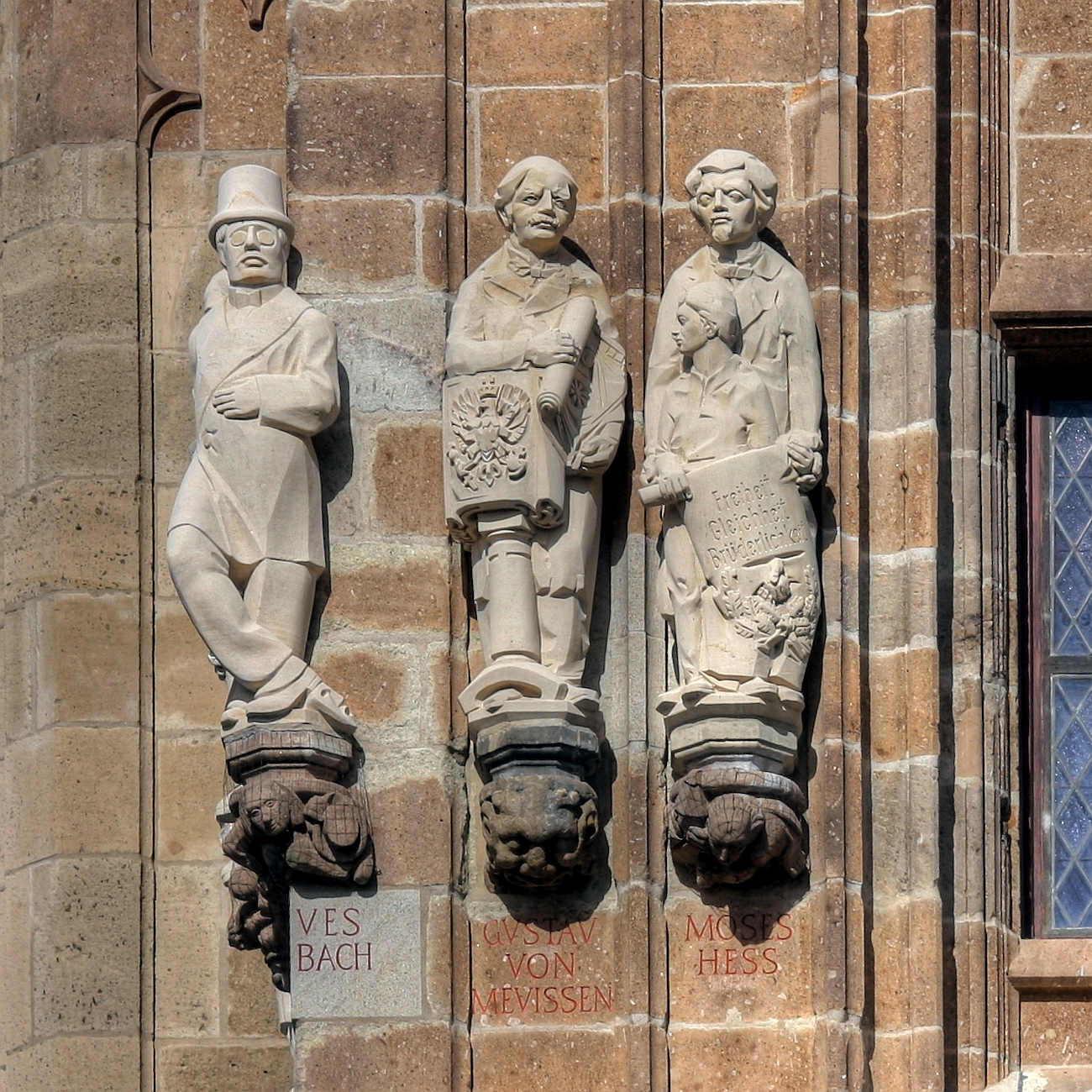
Figura de Gustav von Mevissen (Mitte), Colonia

Heribert Calleen (nombre de nacimiento, Herbert Calleen, Colonia, 6 de marzo de 1924 - Colonia, 24 de noviembre de 2017) fue un escultor y medallista alemán. Su obra incluye medallas y placas, estatuas y esculturas, fuentes, monumentos, memoriales y esculturas en espacios sacros. Estudiante de Ludwig Gies, De 1954 a 1987 fue el Consejero de la Tumba (Grabmalberater) de Colonia.

## Biografía
Calleen recibió las primeras clases de escultura por Toni Stockheim en 1946. Desde 1947, aprendió cantería en el taller de la catedral de Colonia. En ese tiempo, estudiaba escultura en la Kölner Werkschulen con Wolfgang Wallner y Ludwig Gies. En 1952, fue estudiante de Ludwig Gies, famoso por el arte del tallado de monedas. En 1954, abrió su propio estudio en Colonia y, al mismo tiempo, se hizo cargo de la oficina de asesor de tumbas en la administración del cementerio de Colonia, que ocupó hasta 1987. Diseñó la Zelter-Plakette en 1956, entre otros.

### Obras destacadas
- 1955 Colonia: Basílica de Santa María del Capitolio, Hermann-Josef-Reliquiar
- 1956 Colonia: Cementerio de Melaten, memonument para Annmarie Kluxen-Pohlmeier
- 1957 Colonia-Deutz: Rheinpark, fuentes
- 1968 Colonia: Rudolfplatz, Würfelbrunnen, Belgischer Granit
- 2009 Catedral de Colonia, Gedenktafel (Placa) "Jornada Mundial de la Juventud" 2009